# Calcio Padova

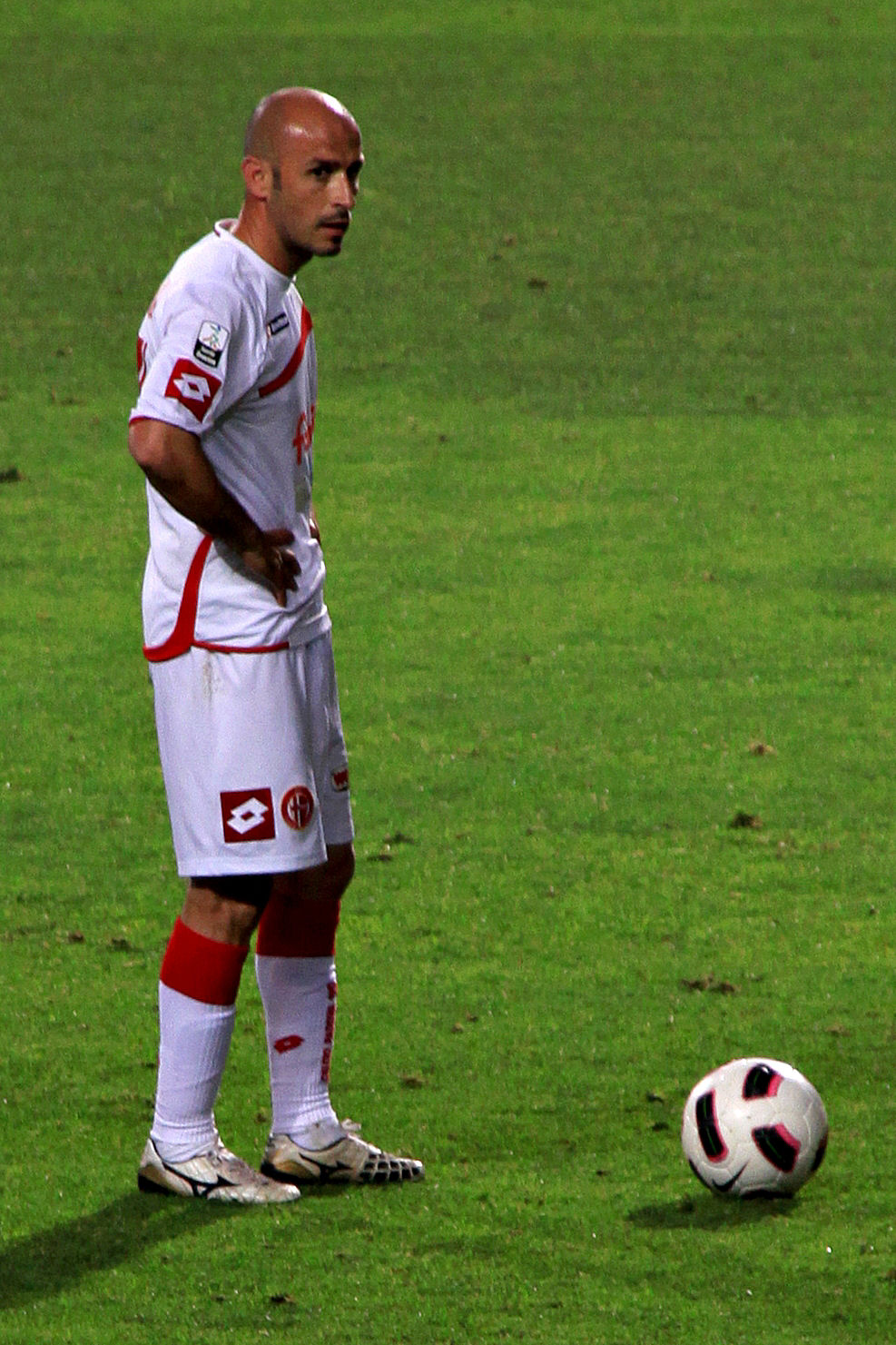
Vincenzo Italiano fue capitán del Padova desde 2009 a 2010.

El Calcio Padova es un club de fútbol de Italia, con sede en Padua, en la región de Véneto. El club fue fundado en 1910 y refundado en 2014. Compite en la Serie B, segunda categoría del fútbol italiano.
Estuvo en la Serie A en 1996. Los colores oficiales del equipo son el blanco y el rojo. Disputa sus partidos como local en el Estadio Euganeo.

## Estadio

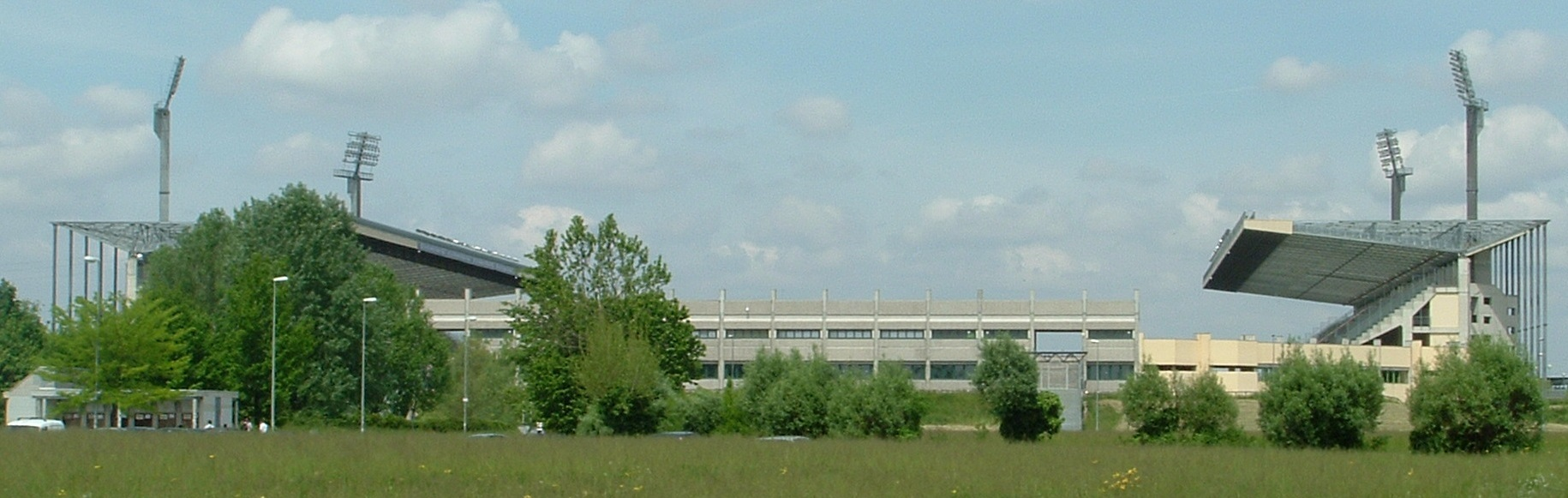
Estadio Euganeo.

El Estadio Euganeo es un estadio multipropósito, pero principalmente dedicado a la práctica del fútbol, situado en la ciudad de Padua, en la región del Véneto en Italia. Sirve de sede habitual al Calcio Padova.

## Palmarés

### Torneos nacionales
- Serie B (1): 1947-48 (Grupo B)

### Torneos interregionales
- Serie C (3): 1936-37 (Grupo C), 2017-18 (Grupo B), 2024-25 (Grupo A)
- Coppa Italia Serie C (2): 1979-80, 2021-22
- Supercopa de la Serie C (1): 2018
- Serie C2 (2): 1980-81 (Grupo B), 2000-01 (Grupo A)
- Serie D (1): 2014-15 (Grupo C)

### Torneos regionales
- Prima Categoria Veneto (2): 1919-20, 1920-21